# Giuseppe Chiantia
Giuseppe Chiantia (Riesi, 1º gennaio 1893 – Roma, 10 aprile 1971) è stato un cavaliere italiano.

## Biografia
Nato nel 1893 a Riesi, in provincia di Caltanissetta, a 43 anni partecipò ai Giochi olimpici di Berlino 1936, nel completo individuale, su "Dardo", venendo squalificato nel cross country dopo avere terminato 17º nel dressage e nel completo a squadre, sempre su "Dardo", insieme a Dino Ferruzzi e Ranieri di Campello, anche in questo caso non terminando il cross country, dopo il 7º posto nel dressage.
Fu anche istruttore di equitazione.